# OTs-02柏樹衝鋒槍
OTs-02柏樹（俄语：ОЦ-02 Кипарис）是一種由俄羅斯圖拉兵工廠的TsKIB SOO設計局於1970年代初設計，1991年才開始服役的衝鋒槍。該槍目前主要列裝於俄羅斯境內的各個執法機構，當中包括俄羅斯警察及俄羅斯內務部。

## 設計特徵
OTs-02是一種採用傳統設計，發射9×18毫米馬卡洛夫手槍彈的反沖作用式衝鋒槍。該槍的機匣是由鋼板沖壓而成，並具有一個以合成塑料製成的手槍握把，而拉機柄則位於機匣右邊。其供彈具為20或30發容量的直型彈匣，並插在位於扳機護圈前方的彈匣插槽之內。OTs-02具有一個設計簡陋和向上摺疊的鋼製骨架式槍托。該槍還能配備一個專用的抑制器，其使用壽命大約為6,000發，與槍管相同。
另外，柏樹衝鋒槍亦能夠裝上紅點鏡和激光指示器，而在裝上激光指示器後射手還能以其充當前握把使用。

## 衍生型
- OTs-02－基本型號。

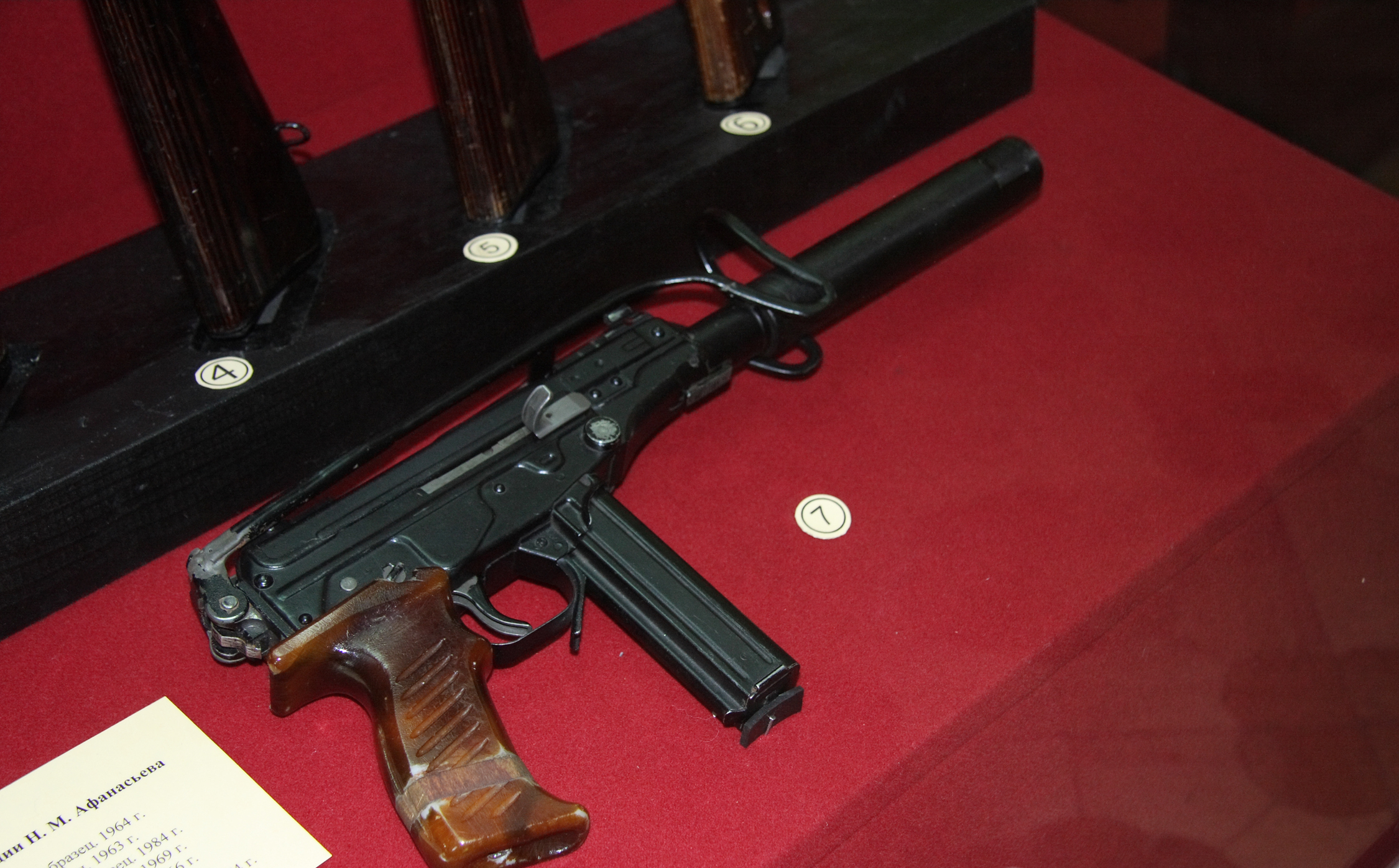
在圖拉國家博物館展出的樣槍

- OTs-02-1－配有一體化抑制器的版本。
- GMC-700－為私人保安公司而設的非致命氣動手槍，目前只生產了30把[2]。

## 使用國
- 黎巴嫩[3]
- 俄羅斯
  - 俄羅斯聯邦內務部[4]
  - 俄羅斯聯邦海關局（英语：Federal Customs Service of Russia）
  - 俄羅斯聯邦中央銀行
  - 多個執法機構[5]

## 登場作品

### 電子遊戲
- 2010年—：命名為「Kiparis」，預設沒有裝上槍托（使用“握把”改裝後才會裝上並伸展出來）。戰役模式中由蘇聯特種部隊所使用，奇怪地會出現於1960年代。聯機模式中為解鎖武器，並可作改裝。
- 2021年—《決勝時刻：黑色行動冷戰》：第四季新增武器，命名為“OTs 9”，奇怪地會在1980年代出現。
- 2024年—《浩劫殺陣2：車諾比之心》：命名為「Buket S-2」。

## 另見
- Vz.61蠍式衝鋒槍
- PP-91衝鋒槍

## 外部連結
- KBP儀器設計局官網[永久]
- - Modern Firearms（页面存档备份，存于）
- 槍炮世界—OTs-02 Kiparis（页面存档备份，存于）